# 马来亚铁道92型电力动车组
92型电力动车组是马来亚铁道的电力动车组车型之一，由中国中车中车株洲电力机车有限公司设计制造，自2012年开始运用于巴生河流域的KTM通勤铁路。

## 发展历史
2008年，马来亚铁道为了提升KTM通勤铁路的服务质素，以及加快淘汰老旧的81型和82型电力动车组，开展了新型城际电力动车组采购项目的国际招标。2010年7月23日，马来西亚交通部与中国南车株洲电力机车有限公司在吉隆坡签署了购销合同，确认订购38列6节编组、最高营运速度为120公里/小时的92型电力动车组，合同总值18.94亿令吉（约合40亿元人民币）。2011年7月6日，首组列车在南车株机公司竣工下线，马来西亚交通部部长、湖南省省委副书记、中国南车集团董事长、株洲市市委书记等人出席了下线仪式。首组列车于同年9月13日从上海港启运，至9月22日运抵马来西亚巴生港。所有新列车都需要在马来亚铁道巴都牙也车辆段进行各项验收试验，当中包括陆路公共交通委员会（SPAD）规定的安全性试验。
2012年3月8日，92型电力动车组正式在KTM通勤铁路（芙蓉线、巴生港线）投入服务；2012年5月，全数38组列车完成交付马来亚铁道。列车的维护保养服务由南车吉隆坡维保有限公司提供，日常维护整备工作主要在冼都通勤铁路车辆段进行，第二维修基地则设置在丹绒马林整备区；而位于芙蓉市的芙蓉通勤铁路车辆段于2013年9月建成启用后，亦开始承担部分芙蓉线列车的维护整备任务。芙蓉通勤铁路车辆段占地面积为16.34公顷，具有整备19组6辆编组电力动车组的能力，并可以同时进行6组列车的维护保养工作。

## 技术特点

### 列车组成
92型电力动车组是适用于25千伏50赫兹单相交流电气化铁路的动力分散式列车，列车标准编组形式为“四动二拖”的6辆编组，由2辆带司机室的控制动车（Mc）、2辆中间动车（M）、2辆带受电弓的中间拖车（Tp）组成。每组列车包含两个基本动力单元，每“二动一拖”共3节车厢作为一个单元，动力单元按“Mc+Tp+M”方式编组；当其中一个动力单元发生故障时，可保证另一个动力单元正常工作。

### 总体布置

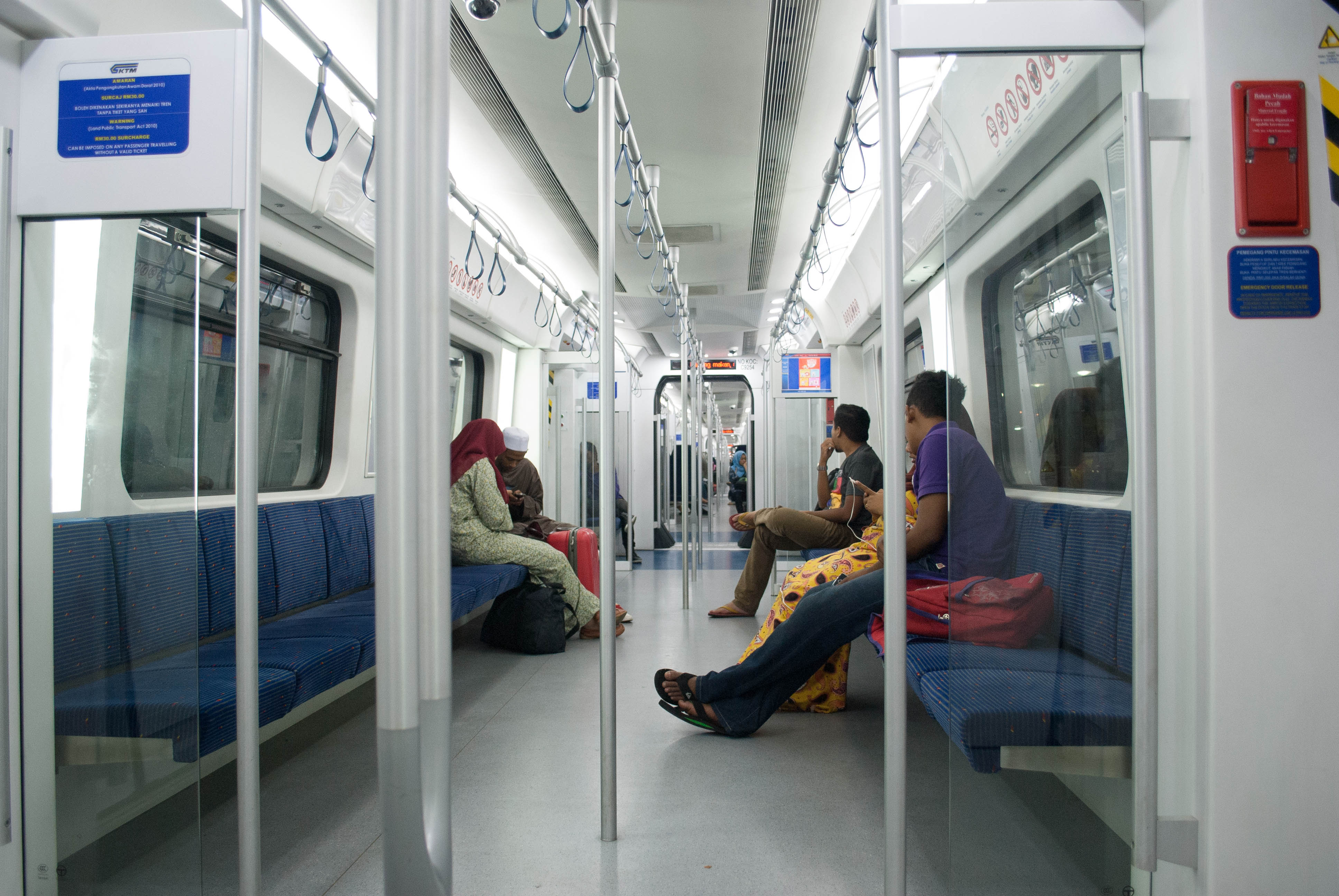
头车内的座椅采用全纵向布置

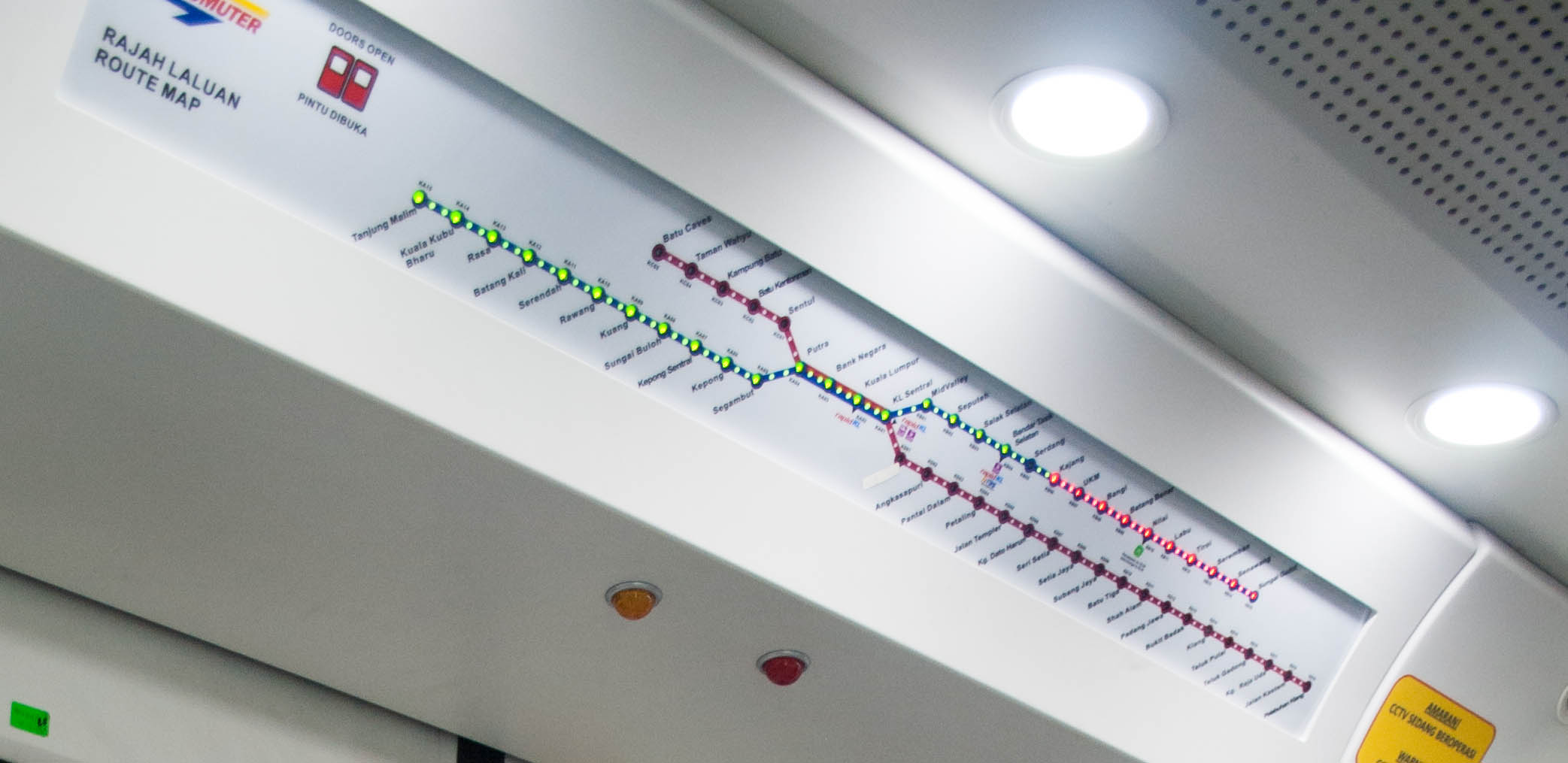
92型列車是馬來亞鐵道首款安裝信息显示系统的列車

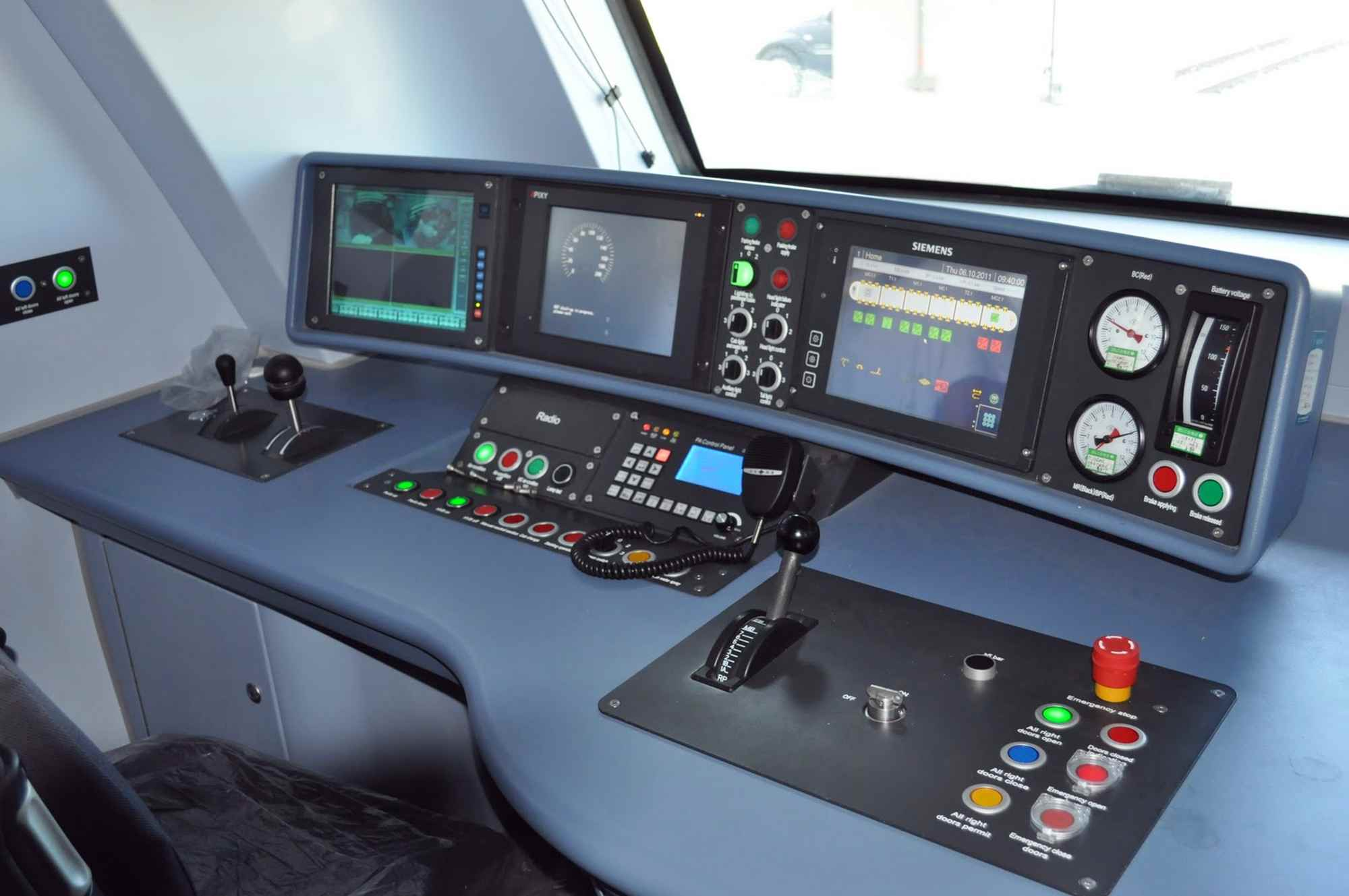
92型驾驶舱里的操縱台，採用西门子公司制造的「SIBAS 32」微機控制介面

列车采用鼓型断面的高强度轻量化铝合金车体，可承受的纵向拉伸与压缩载荷分别可达1000千牛和1500千牛，车厢之间采用全封闭贯通门和半永久牵引杆连接。每节车厢两侧设有三对由青島歐特美交通設備(Qingdao ULTIMATE)製造的双页电动塞拉门，车顶安装有两台制冷量不小于35千瓦的单元式空调机组。列车的内饰和外形设计由德国的Tricon Design AG负责，车辆外形和涂装色彩融合了马来虎和南亚伊斯兰文化特色，并获得了2012年中国设计红星奖金奖。客室内部采用与地铁车辆相似的布置方式，头车的座椅全部采用纵向布置形式以留出更多的站席空间，而中间车的座椅则采用横向和纵向混合布置形式，在车厢内并为站立的乘客设置了较多扶手杆和吊环，以尽可能满足客流高峰时段的载客量；虽然该型列车整列只有328个座席，但最大载客量可超过1000人。

### 电气系统
92型电力动车组的主电路采用交—直—交流电传动，牵引系统包括主变压器、IGBT-VVVF变流装置、牵引电动机及控制系统由西门子公司提供。架空接触网导线上的25千伏工频单相交流电电流，经受电弓和主断路器输入主变压器，主变压器次边四个牵引绕组分别向相邻两辆动车上的两台牵引变流器的四个四象限整流器供电，整流为直流电后每个四象限整流器各自向一个PWM逆变器供电，将直流电转换成三相交流电输出，每个PWM逆变器向同一转向架上的两台牵引电动机供电，从而实现转向架单独控制的架控模式。92型电力动车组采用了主辅一体化变流器，即辅助变流器和充电机等设备与主变流器共用1800伏特中间直流回路，当再生制动时辅助变流器可以直接从中间回路取得再生能量，使空调等辅助设备在过分相时无需断电。

### 转向架
92型电力动车组采用南车株机开发的ZUA120型转向架，这是从ZMA100型转向架（应用于上海地铁11号线列车）、ZMA120型转向架（应用于广州地铁3号线列车）基础上发展而来的窄轨转向架。转向架可分为动车转向架和拖车转向架两种，两者除了有无牵引电动机和驱动装置的差别之外，其余部分均采用了基本一致的结构。转向架采用由低合金钢材焊接而成“H“形中空樑结构构架；轮对轴箱采用转臂式定位结构和整体式轴箱轴承。一系悬挂是由轴箱顶端螺旋弹簧组成的轴箱悬挂装置，轴箱和构架之间并设有垂向油压减震器；二系悬挂为无摇枕结构的空气弹簧中央悬挂装置，构架和车体并有垂向油压减振器、横向油压减振器、抗蛇行减震器、抗侧滚扭杆连接。牵引力和制动力通过单牵引拉杆装置传递。牵引电动机以弹性架悬方式安装在转向架构架上，牵引电动机通过联轴器向车轴齿轮箱传递扭矩。基础制动装置采用轮盘制动。

## 重大事故
- 2013年2月15日晚上约11时30分，非载客的SCS 20号电力动车组返回冼都通勤铁路车辆段时，由于轨道岔道转轨原因，运行至莎阿南车站附近突然发生脱轨事故，事故并无造成任何人员受伤，而肇事列车在事故后因嚴重損毀而被报废[10]。

## 参看
- KTM通勤铁路
- 马来西亚铁路运输